# Dicamptus collessi
Dicamptus collessi är en stekelart som beskrevs av Ian D. Gauld 1977. Dicamptus collessi ingår i släktet Dicamptus och familjen brokparasitsteklar. Inga underarter finns listade i Catalogue of Life.